# Anne Holt
Anne Holt (Larvik, 16 de novembro de 1958) é uma escritora, advogada e política norueguesa, ex-ministra da Justiça e Segurança Pública.

## Biografia
Anne Holt nasceu a 16 de novembro de 1958, em Larvik, mas cresceu e viveu em Lillestrøm e Tromsø até se mudar para Olso, em 1978. Formou-se em Direito pela Universidade de Bergen, em 1986. Entre 1984 e 1988, trabalhou na Norsk Rikskringkasting (NRK).
Posteriormente, trabalhou por dois anos no Departamento de Polícia de Oslo, ganhando o direito a exercer advocacia na Noruega. Em 1990, regressou à NRK, onde já tinha trabalhado um ano como jornalista e pivô do noticiário Dagsrevyen. Em 1994, iniciou-se no exercício da advocacia. No dia 25 de novembro de 1996, foi nomeada para o cargo de Ministra da Justiça do Governo Jagland, onde permaneceu por um curto período, renunciando a 4 de fevereiro de 1997, por razões de saúde.

### Escrita
Em 1993, Holt fez a sua estreia na escrita com o romance policial Blind gudinne, protagonizado pela agente policial lésbica Hanne Wilhelmsen. Os dois romances Løvens gap (1997) e Uten ekko (2000) foram coescritos com o seu ex-secretário de Estado Berit Reiss-Andersen.
Anne Holt faz parte do grupo de escritores de policiais mais bem-sucedidos da Noruega e, internacionalmente, já foi editada em 25 países. Val McDermid, uma escritora escocesa de policiais, chegou a dizer que "Anne Holt é a mais recente escritora de policiais a revelar quão verdadeiramente escura fica a Escandinávia".
Em 1994, venceu o Prémio Riverton (em norueguês: Rivertonprisen) pela obra Salige er de som tørster.

## Obras de Anne Holt

### Série Hanne Wilhelmsen
| Ano  | Título original          | Título no Brasil | Notas                              |
| ---- | ------------------------ | ---------------- | ---------------------------------- |
| 1993 | Blind gudinne            | A Deusa Cega     |                                    |
| 1994 | Salige er de som tørster | Número de azar   |                                    |
| 1995 | Demonens død             | Anjos e Demônios |                                    |
| 1997 | Løvens gap               |                  | Coescrito com Berit Reiss-Andersen |
| 1999 | Død joker                |                  |                                    |
| 2000 | Uten ekko                |                  | Coescrito com Berit Reiss-Andersen |
| 2003 | Sannheten bortenfor      |                  |                                    |
| 2007 | 1222                     | 1222             |                                    |
| 2015 | Offline                  |                  |                                    |
| 2016 | I støv og aske           |                  |                                    |

### Série Vik/Stubø
| Ano  | Título original     | Título em Portugal   | Notas                            |
| ---- | ------------------- | -------------------- | -------------------------------- |
| 2001 | Det som er mitt     | Castigo              |                                  |
| 2004 | Det som aldri skjer | Crepúsculo em Oslo   |                                  |
| 2006 | Presidentens valg   | A Senhora Presidente |                                  |
| 2009 | Pengemannen         | A Raiz do Ódio       | Adaptado para série de televisão |
| 2012 | Skyggedød           |                      |                                  |

### Outras
| Ano  | Título original                   | Notas                         |
| ---- | --------------------------------- | ----------------------------- |
| 1997 | Mea culpa                         |                               |
| 1998 | I hjertet av VM. En fotballreise  | Coescrito com Erik Langbråten |
| 1999 | Bernhard Pinkertons store oppdrag |                               |
| 2010 | Flimmer                           | Coescrito com Even Holt       |
| 2014 | Sudden death                      | Coescrito com Even Holt       |

a escritora Anne Holt faz livros muito bem escritos e planejados.

## Vida pessoal
Anne Holt conheceu Anne Christine Kjær (conhecida por Tine Kjær) em 1998, tendo-se tornado um casal pouco depois. Em 2002, Tine Kjær anunciou que estava grávida da primeira filha do casal, Iohanne.